# Sean McComb
Sean McComb (Antrim, 14 de agosto de 1992) es un deportista irlandés que compitió en boxeo. En los Juegos Europeos de Bakú 2015 obtuvo una medalla de bronce en el peso ligero.

## Palmarés internacional
| Juegos Europeos | Juegos Europeos   | Juegos Europeos   | Juegos Europeos |
| Año             | Lugar             | Medalla           | Categoría       |
| --------------- | ----------------- | ----------------- | --------------- |
| 2015            | Bakú (Azerbaiyán) | Medalla de bronce | 60 kg           |